# Bârnova
Bârnova is een Roemeense gemeente in het district Iași.

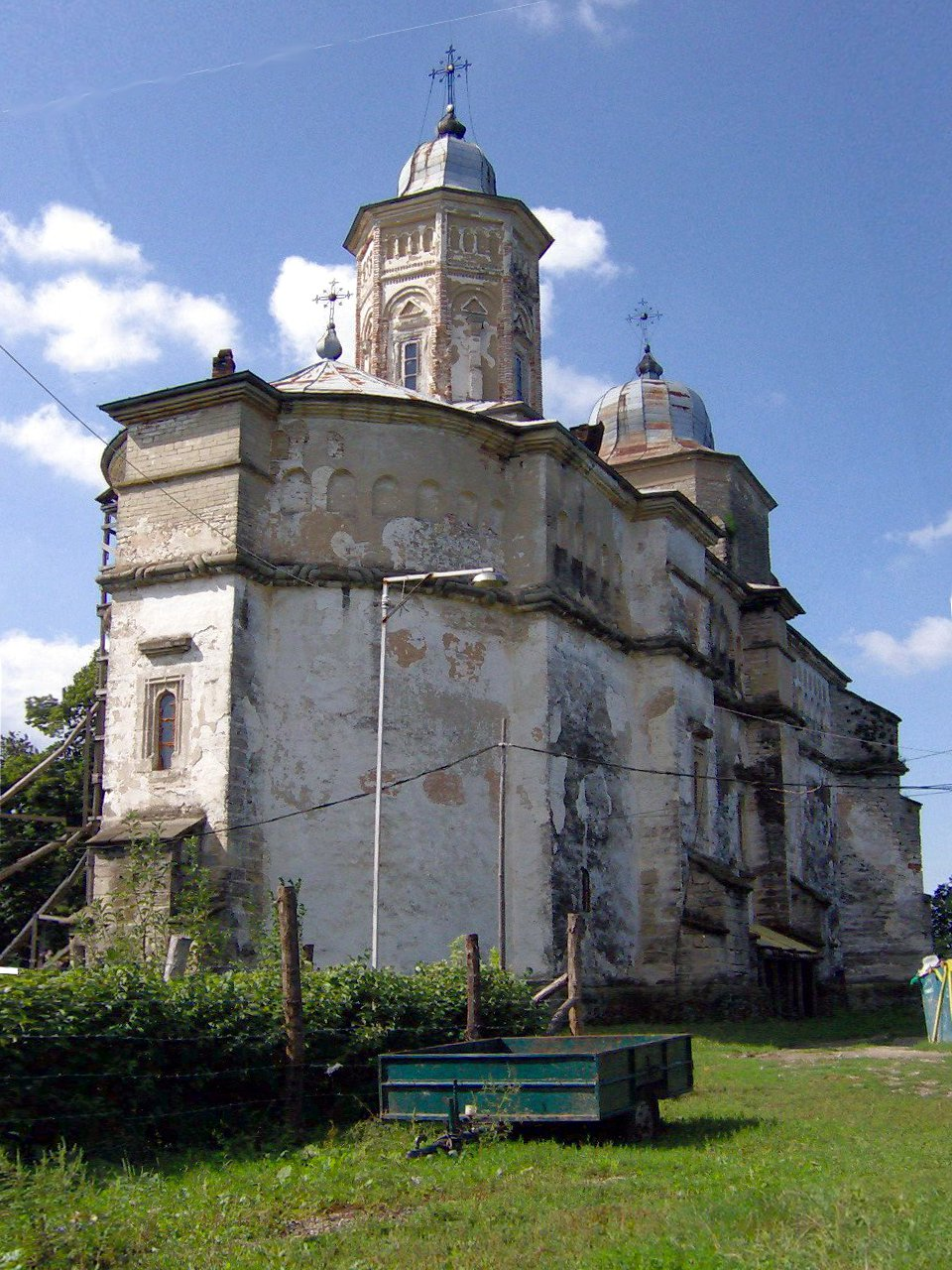
Kerk

Bârnova telt 4405 inwoners.